# Brunolf Baade

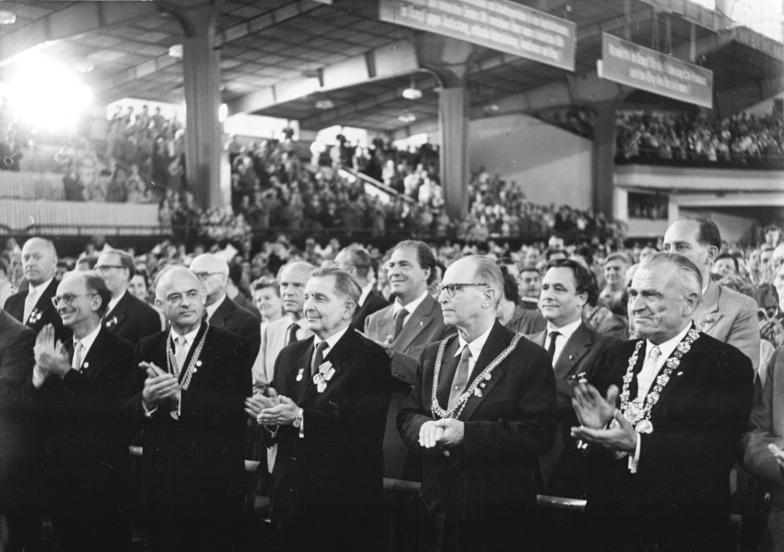
Brunolf Baade (2. Reihe, 3. von rechts) 1958 auf dem V. SED-Parteitag

Karl Wilhelm Brunolf Baade (* 15. März 1904 in Berlin; † 5. November 1969 ebenda) war ein deutscher Ingenieur und Hochschullehrer. Er gilt als Vater der DDR-Luftfahrtindustrie und war der Generalkonstrukteur des ersten deutschen Strahlverkehrsflugzeuges „152“.

## Leben und Karriere
Nach der Geburtsurkunde und dem Taufregister bekam er von seinen Eltern die Vornamen Karl Wilhelm Bruno. Ab dem Ende der Schulzeit begann er sich Brunolf zu nennen, und nutzte diesen Namen auch in offiziellen Dokumenten. Er war Sohn von Wilhelm und Martha Baade. Sein Vater war Mitarbeiter der AFA. Die Mutter kümmerte sich nach der Aufgabe ihres kleinen Hutmacherladens um ihn und seine ein Jahr jüngere Schwester. Ab 1910 besuchte Baade das Kaiser-Friedrich-Realgymnasium in Rixdorf (Neukölln) und legte 1922 das Abitur ab. Seinem Berufswunsch Schiffbauer entsprechend, schrieb er sich anschließend zum Studium an der Hamburgischen Universität ein. Neben dem Studium arbeitete er auf der Deutschen Werft und bei Blohm&Voss. Dort war er am Bau des Schiffes „Waskenwald“ beteiligt. Die erste Fahrt des Schiffes ging nach Südamerika. Baade heuerte auf der „Waskenwald“ an und fuhr als Kohlentrimmer mit. Die rund vier Monate dauernde Fahrt führte ihn durch den Panamakanal nach Südamerika und nach der Umfahrung von Kap Horn zurück.
Ab 1923 setzte er sein Studium an der TH Berlin im Fach Maschinenbau fort und bestand 1926 das Diplom-Vorexamen im Schiff- und Flugzeugbau. In seiner Berliner Studienzeit hatte er Kontakt mit der Berliner Akaflieg und interessierte sich in zunehmendem Maße für die Fliegerei. In der ab November 1926 folgenden Unterbrechung des Studiums arbeitete er bis März 1927 bei der Deutschen Versuchsanstalt für Luftfahrt in Berlin-Adlershof. Diese schickte ihn für vier Monate nach Friedrichshafen zum Luftschiffbau Zeppelin, um dort Höhenversuche von Motoren in der hier vorhandenen Unterdruckkammer durchzuführen. Er nutzte in dieser Zeit das Angebot der Deutschen Verkehrsfliegerschule an Fachstudenten der Technischen Hochschulen, eine Motorflugzeugausbildung zu absolvieren.
Durch die in Aussicht gestellte Möglichkeit an der TH München zu promovieren, setzte er sein Studium dort fort und arbeitete kurzzeitig als Volontär vom 16. März bis zum 20. April 1929 bei den Bayerischen Flugzeugwerken (BFW) in Augsburg. Am 14. November 1929 erhielt er von der TH in München den akademischen Grad eines Diplomingenieurs.
Da an der Hochschule keine Assistenzstelle frei war, nahm er das Angebot der BFW an und arbeitete bis April 1930 als technischer Assistent der Verkaufsdirektion. Ihm oblag auch das gelegentliche Vorfliegen von Sportmaschinen der verschiedenen Baumuster. Die zwischen den BFW und der in den USA ansässigen Eastern Aircraft Corp. angestrebte Lizenzfertigung von Messerschmitt-Flugzeugen kam durch die Weltwirtschaftskrise nicht mehr zustande. Diese hatte unter der direkten Aufsicht deutscher Ingenieure des Werks stehen sollen. Baade nutzte die bestehenden Kontakte und kündigte auf eigenen Wunsch, um in die Vereinigten Staaten zu gehen. Hier arbeitete er für Crescent Aircraft Corporation, General Aviation Manufacturing Corp., Knoll Brayton Aeronautical Corp. sowie für die US-Tochterfirma des niederländischen Fokker-Konzerns, Fokker Aircraft Corporation.
Nach Ablauf des zwölfmonatigen Visums besuchte er zum Jahreswechsel 1931/32 wieder Deutschland, um sich mit neuem Visum und einer „Green Card“ versehen nun dauerhaft in den USA niederzulassen.
Im Herbst 1932 wechselte Baade zu Goodyear nach Akron (Ohio), wo er unter anderem an der Entwicklung des Schnelltriebwagens „Comet“ mitwirkte. Durch Kontakte zu den Junkerswerken kehrte er 1936 nach Deutschland zurück und erhielt einen auf zwei Jahre befristeten Arbeitsvertrag. Am 1. Oktober begann er als Leiter einer Konstruktionsabteilung der Junkerswerke in Dessau, bis er kurz vor Ablauf des Arbeitsvertrages 1938 wieder Kontakt zu seinen US-amerikanischen Arbeitgebern aufnahm, um sich nach Arbeitsmöglichkeiten zu erkundigen. Die Verlängerung seines Arbeitsvertrags und die gebotenen Aufstiegsmöglichkeiten im Junkerswerk nutzend, arbeitete er dann weiter für das Unternehmen. Im Sommer 1939, den Kriegsausbruch ahnend, unternahm er erneut den Versuch, mit seiner Familie in die USA zu übersiedeln. Drei Wochen vor Kriegsbeginn wurde ihm trotz der schon reservierten Schiffsplätze die Ausreise verwehrt.
Baade war an der Konstruktion der Flugzeugtypen Ju 88, Ju 188, Ju 288, Ju 388 und Ju 287 beteiligt und stieg in dieser Zeit rasch in der Leitungshierarchie auf.
Nach der Besetzung Dessaus durch US-amerikanische Armeeeinheiten war er kurze Zeit in Kriegsgefangenenlagern interniert. Nach der Entlassung spielte er eine entscheidende Rolle beim Wiederaufbau der Stadt Dessau und wurde im Dezember 1945 vom Präsidenten der Provinz Sachsen zum Vorstand der, nun unter Sowjetischen Militäradministration stehenden, Junkers Flugzeug- und Motorenwerke Aktiengesellschaft berufen.

## In der Sowjetunion
Baade wurde mit dem Wiederaufbau der Junkers-Werke zur Erbringung von Reparationsleistungen für die Sowjetunion beauftragt. Neben der Fertigstellung des Strahlbomberprojekts Ju 287 als EF 131 gehörte auch die Berichterstattung über die deutsche Luftrüstung im Zweiten Weltkrieg zu seinen Aufgaben. Dazu zählten auch einige noch vor Kriegsende begonnene Entwicklungen, die von Baade weiter verfolgt wurden, wie der nicht verwirklichte sechsstrahlige Langstreckenbomber EF 132 und das aus der V1 abgeleitete Schlachtflugzeug EF 126, das sowohl in Dessau als auch in der Sowjetunion getestet wurde.
Das als Reparation betriebene Strahlbomberprojekt wurde 1946 im Rahmen der Aktion Ossawakim unter Verbringung von Baade und seiner Mitarbeiter in die UdSSR dort fortgesetzt. Baade leitete die Weiterentwicklung der Flugzeugtypen EF 131, EF 140 und Samoljot 150 in Podberesje (Stadt Dubna) bei Moskau. Ab 1952 setzte sich Baade in der nun existierenden DDR bei der Staats- und Parteiführung für die Gründung einer Luftfahrtindustrie ein. Die beginnende Rückführung der in die Sowjetunion verbrachten Mitarbeiter bildete die personelle Grundlage für die Weiterentwicklung der in der „Abkühlungsphase“ in Sawjolowo begonnenen Entwicklung des Strahlverkehrsflugzeuges „152“.

## Rückkehr in die DDR
Nach der Rückkehr nach Deutschland im Jahr 1954 wurde er Chefkonstrukteur der DDR-Flugzeugindustrie und verantwortlich für die Entwicklung der „152“.
Unter schwierigsten Bedingungen wurde in Dresden ein neues Werk errichtet, in dem neben dem Lizenzbau der IL 14 auch an weiteren Nachfolgeprojekten der 152 gearbeitet wurde. Baade wurde auf Grund seiner wissenschaftlichen Leistungen und praktischen Erfahrungen 1954 zum Professor für Leichtbau ernannt. Er war in den Jahren 1958 bis 1963 Kandidat des Zentralkomitees der SED und wurde für seine Leistungen 1959 mit dem Vaterländischen Verdienstorden der DDR ausgezeichnet.
Nach der Beendigung des Flugzeugbaus in Dresden im Jahr 1961 wurde er Direktor des Instituts für Leichtbau und ökonomische Verwendung von Werkstoffen (IfL). Baade war von 1955 bis 1961 Lehrbeauftragter an der damaligen Fakultät für Luftfahrtwesen der Technischen Hochschule Dresden. Er war außerdem seit dessen Gründung 1957 Mitglied des Forschungsrats der DDR.

## Persönliches
1932 heiratete er in den USA die ebenfalls aus Deutschland stammende Anna Stierle. Mit ihr hatte er fünf Kinder. Brunolf Baade starb nach langer Krankheit am 5. November 1969 in einem Berliner Krankenhaus an den Folgen eines Magenkarzinoms. Das Grab des Ehepaars befindet sich auf dem Friedhof Eichwalde im brandenburgischen Landkreis Dahme-Spreewald.[1] In Pirna-Sonnenstein wurde am 15. März 2024, dem 120. Geburtstag von Baade, vor dem Zugang zum Helios Klinikum (ehemaliger Standort des VEB Entwicklungsbau Pirna) eine Gedenktafel für den Konstrukteur samt einem Modell der 152 eingeweiht.

## Galerie

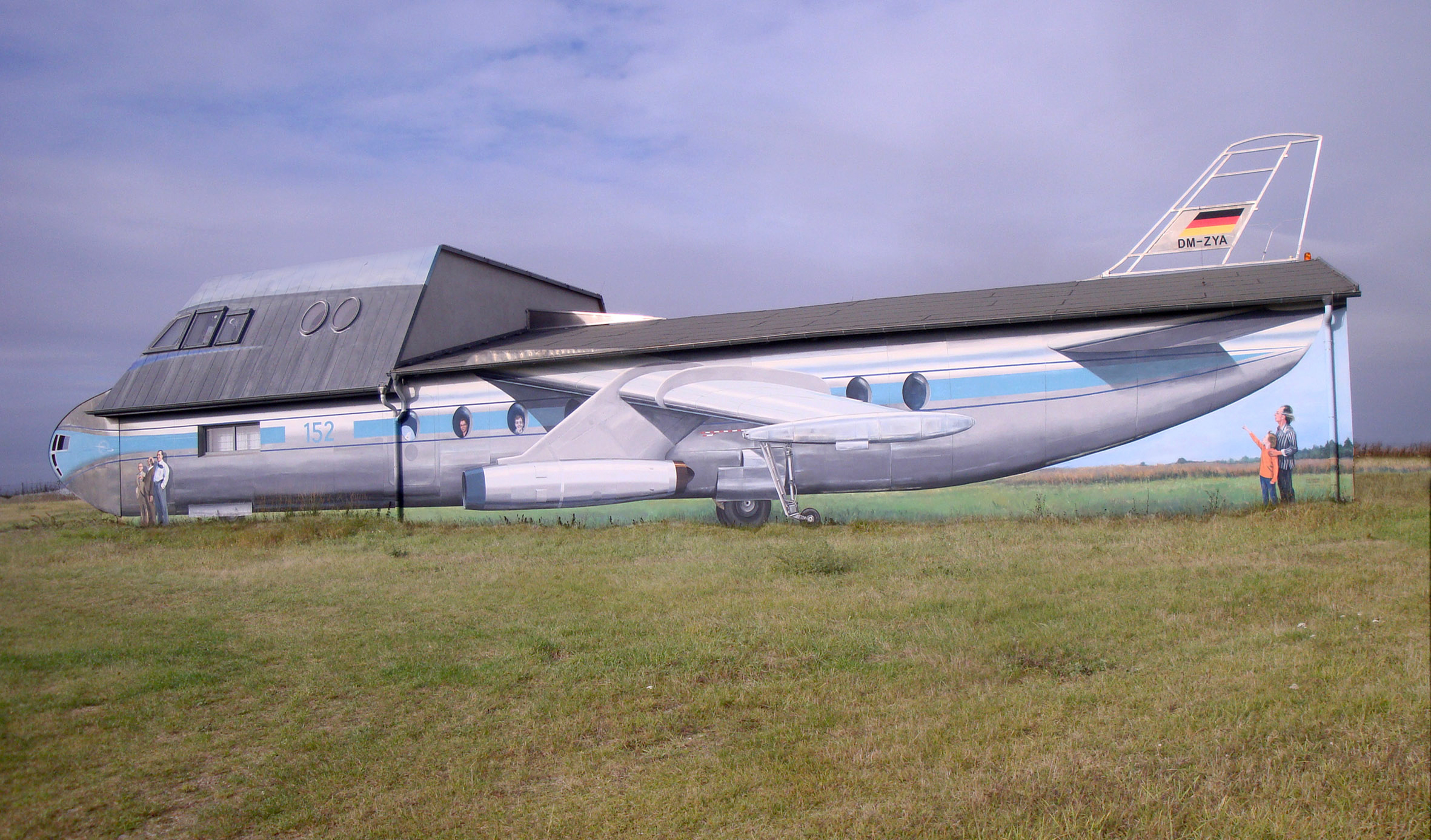
Die Baade 152 von Wilfried Bergholz in Originalgröße 2013
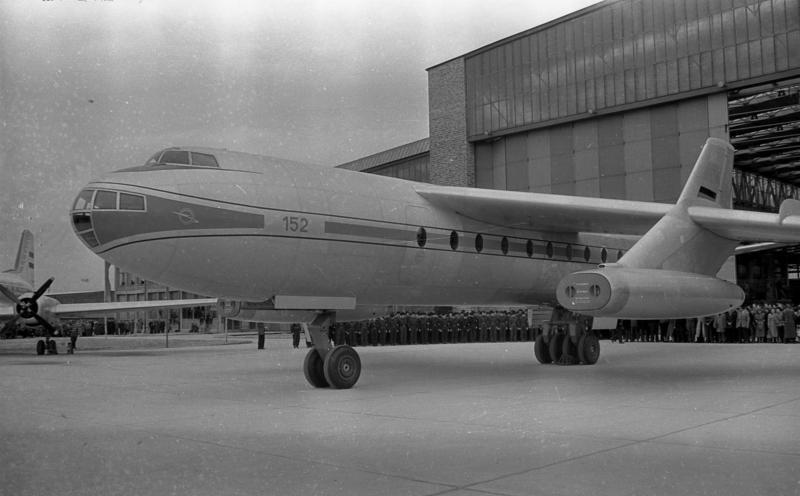
Roll-out des Turbinenstrahl-Passagierflugzeuges „152/I V-1“ (1958)
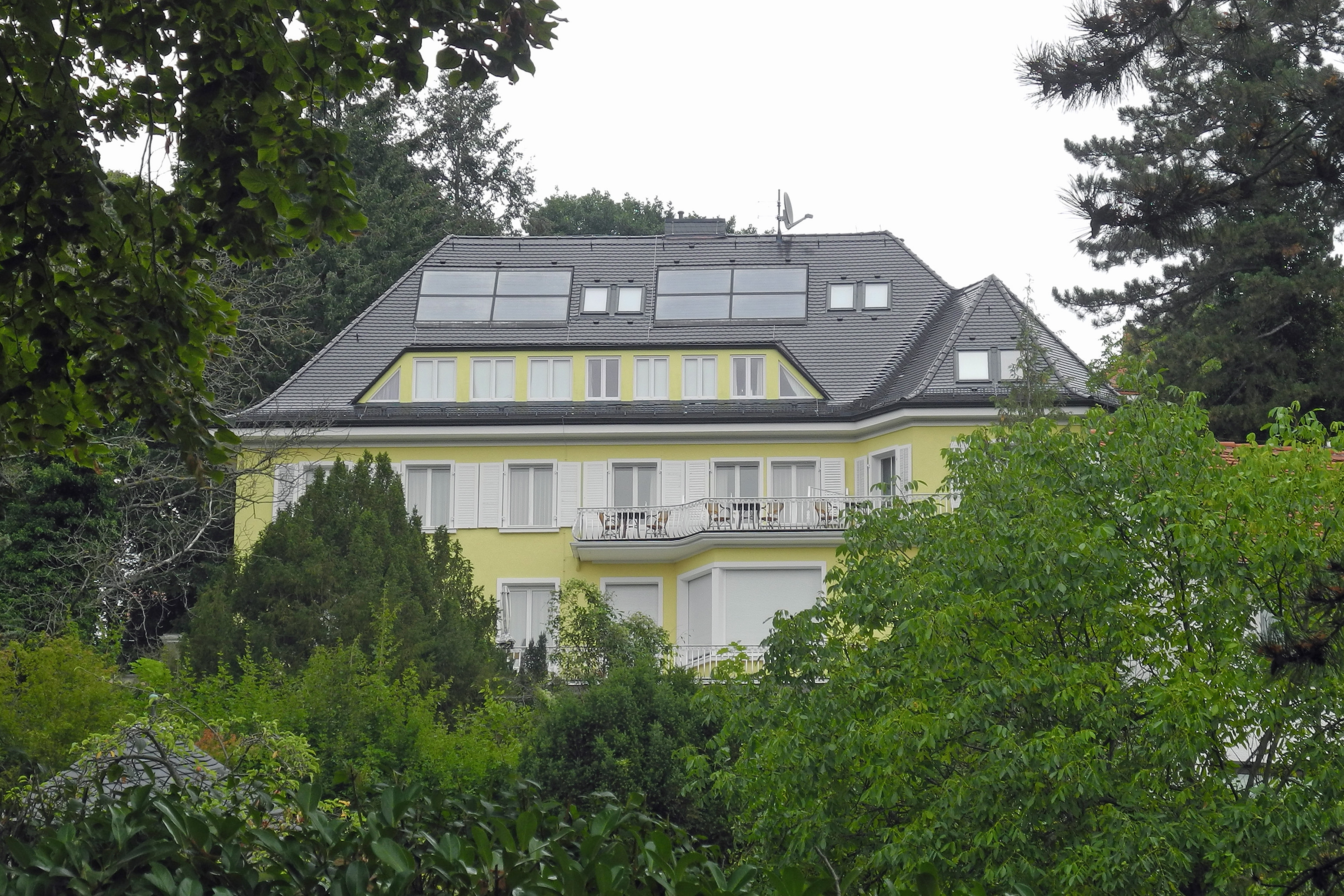
Wohnsitz von Brunolf Baade in Loschwitz, Hermann-Prell-Str. 6
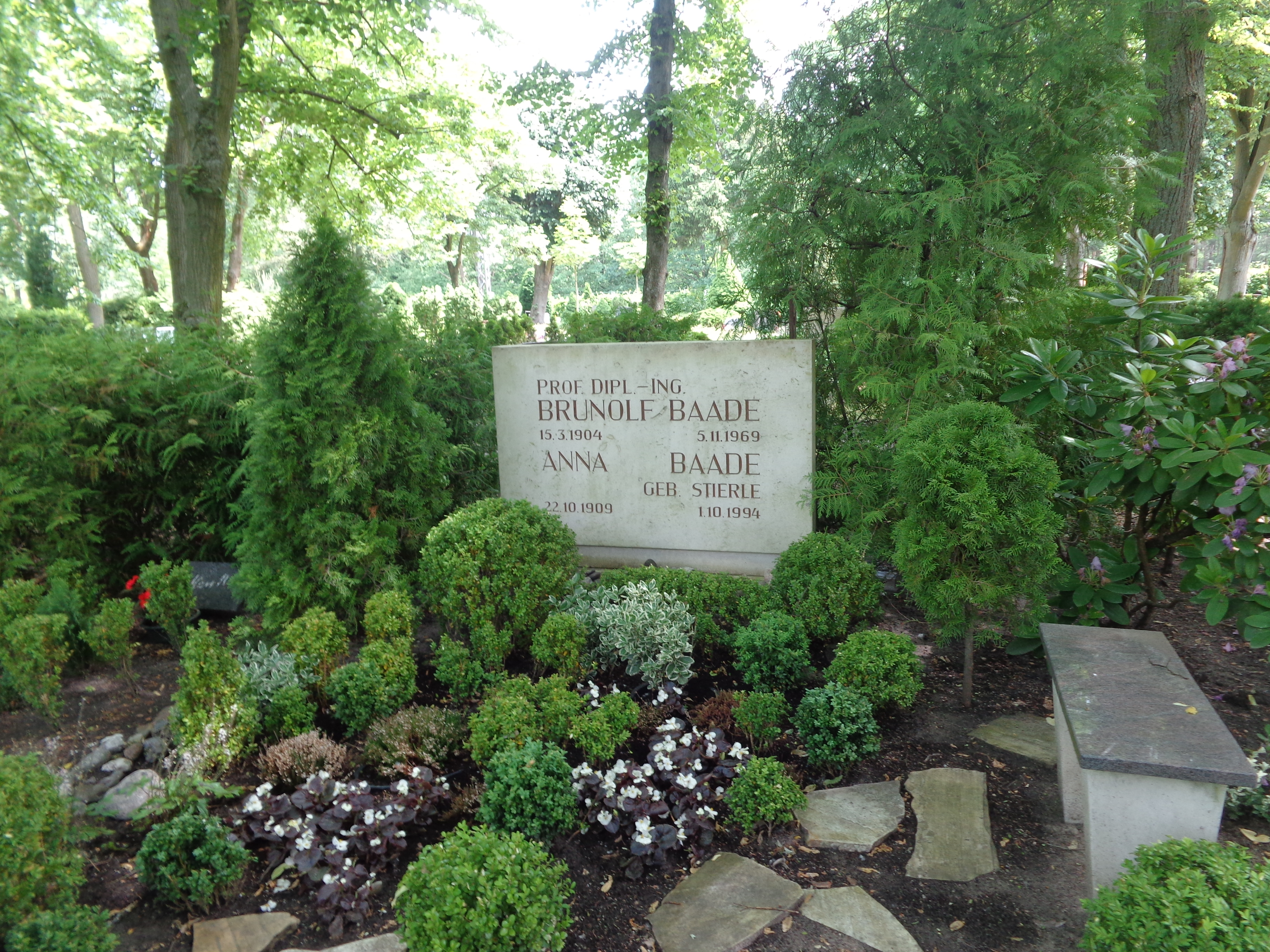
Grab von Brunolf und Anna Baade auf dem Friedhof Eichwalde
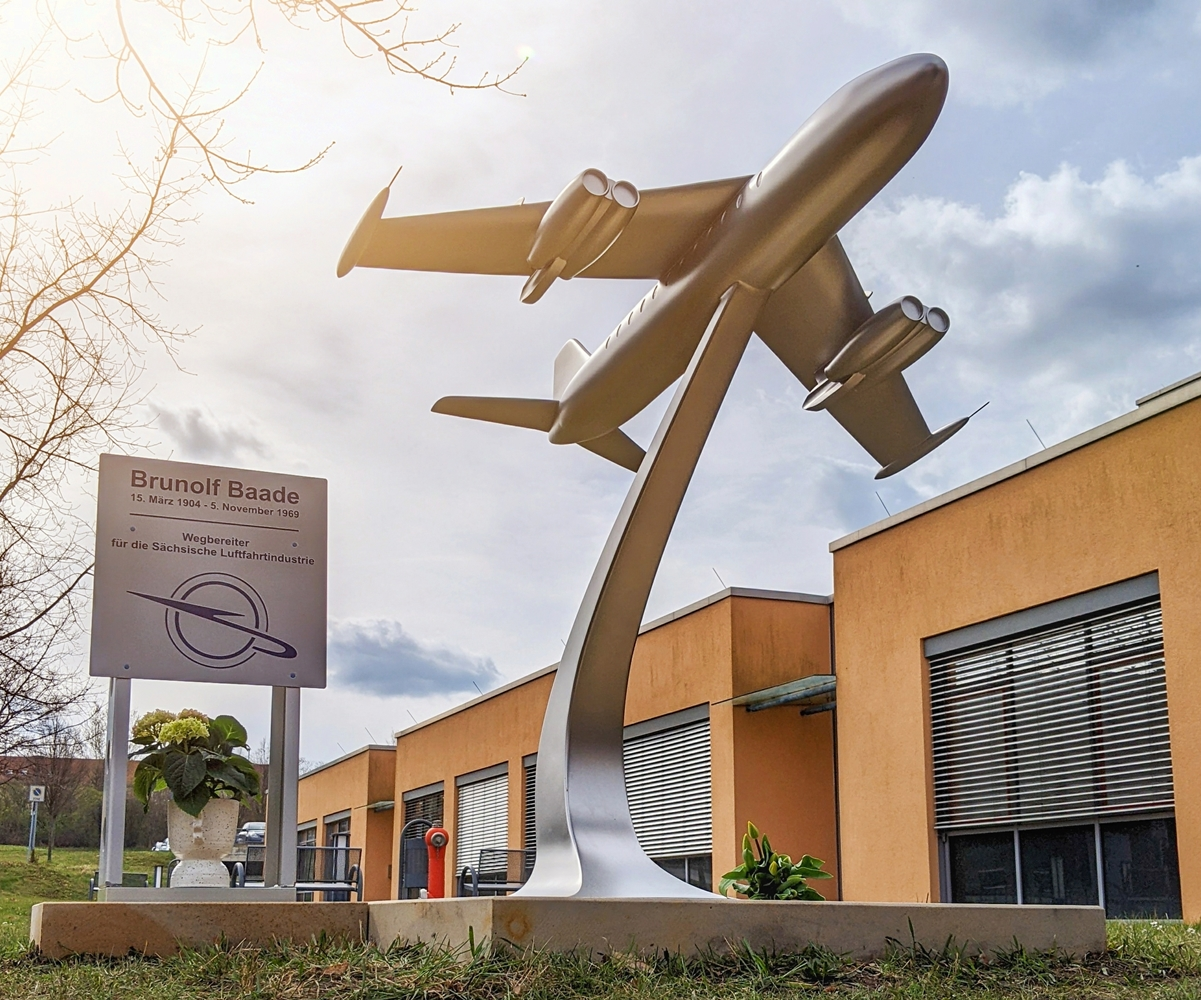
2024 eingeweihter Erinnerungsort in Pirna-Sonnenstein

## Publikationen
- Farnborough. Dresden 1959.
- Dem Fortschritt verbunden. Leipzig 1957.
- Helmut Bukowski (Hrsg.): Junkersflugzeuge 1933–1945. Bewaffnung – Erprobung – Prototypen. Der illustrierte Original-Bericht des Professor Brunolf Baade an die sowjetische Militäradministration, Dessau 1946. Dörfler, Eggolsheim 1999, ISBN 3-7909-0427-9.